# 空密码
空密码，也称为隐蔽密码，是一个古老的加密形式。明文混有大量的非密材料。今天，它被认为是一个简单的隐写术，可以用来隐藏密文。

## 经典的密码
在古典加密中，空密码旨在迷惑密码分析者。空密码中密文包含在明文和一些无价值的文字中。空密码加密之后，大多数文字是无意义的，只有一部分有价值的信息混杂其中。人们可以通过某种手段来辨别出有价值的信息。
空密码例子:
News Eight Weather: Tonight increasing snow. Unexpected precipitation smothers eastern towns. Be extremely cautious and use snowtires especially heading east. The[highway is not]knowingly slippery. Highway evacuation is suspected. Police report emergency situations in downtown ending near Tuesday.
把首字母连在一起得到的信息是：“Newt is upset because he thinks he is President（蝾螈不高兴，因为他认为他是总统）。”
你也可以选择用另一种方式解读，而不是首字母或逐字解读的模式，比如：
Susan sAys GaIl Lies. MAtt leTs Susan fEel joVial. Elated (or) aNgry? 
按照“1、2、3、1、2、3”的模式，在每个单词中选取第某个字母，组成被传递的信息“Sail at seven”。
也可以选择通过和标点符号固定的间隔，或者特殊的标记来确定有意义的字。 历史上，使用者们在隐蔽密码加密之前，先使用替代和转换密码加密来获得更高的的隐蔽性。 例如，Cardinal Richelieu 通过栅格写密文，并在空白中补充一些不相关的文字，让人误以为这是一段连续的文字。

## 使用
它的加密过程很费时间，也容易令人起疑。通过这种方法加密之后的消息读起来很怪异，也可能会被过滤器发现。更重要的是，空密码加密消息的安全过于完全依赖于隐藏的方法。在重要场合，隐蔽密码不再作为重要的加密手段。